# Euxoa arida
Euxoa arida là một loài bướm đêm trong họ Noctuidae.